# Sporup Kirke
Sporup kirke ligger i Sporup Sogn, Favrskov Provsti (Århus Stift). Sognet ligger i Favrskov Kommune; indtil Kommunalreformen i 1970 lå det i Gjern Herred (Skanderborg Amt).
Kor og skib er opført i romansk tid af granitkvadre over skråkantsokkel. Nordportalen er bevaret med glat tympanonfelt, der er udhugget i én sten med bueslaget. Tårnet blev opført i 1866, da kirken gennemgik en større restaurering og omsætning af murværket.
Da kirken blev istandsat i 1966-67 fandt man en runesten under kirkegulvet ved kirkens tilmurede syddør. Stenen er nu opstillet i våbenhuset, på stenen står: "Thorkil Swidbalke rejste denne sten efter sin fader Toke. Han ejede skib med arne."
Korbuen er bevaret med profilerede kragsten og sokkel. I sengotisk tid fik kor og skib indbygget krydshvælv. I korhvælvets østkappe er afdækket kalkmalerier fra omkring 1500, en enhjørning og en løve. Altertavlen er fra 1676 og har navnetræk for Christen Fischer og Mette Harder. Prædikestolen er ligeledes fra 1676.
Den romanske granitfont har på kummen løver om fælles mandshoved

## Eksterne kilder og henvisninger
- Wikimedia Commons har flere filer relateret til Sporup Kirke
- Sporup Kirke Arkiveret 31. januar 2011 hos  Wayback Machine hos nordenskirker.dk
- Sporup Kirke hos KortTilKirken.dk
- Sporup Kirke hos danmarkskirker.natmus.dk (Danmarks Kirker, Nationalmuseet)